# Gran Canal de China
El Gran Canal de China (en chino tradicional, 大運河; en chino simplificado, 大运河; pinyin, Dà Yùnhé), conocido también como Gran Canal Pekín-Hangzhou (京杭大运河, Jīng Háng Dà Yùnhé) es el canal o río artificial más largo del mundo.
En junio de 2014, la Unesco eligió al Gran Canal de China como Patrimonio de la Humanidad.
En el año 604, el emperador Yang Guang de la dinastía Sui dejó la capital, Chang'an (en Xian), para trasladarse a Luoyang. En 605, el emperador ordenó la construcción de dos proyectos: transferir la capital del país a Luoyang (en Henan) y excavar el Gran Canal entre Pekín y Hangzhou.
En su origen se trataba de una serie de vías hidráulicas en la provincia Cheklang, al norte de China, que convergían con la ciudad de Pekín y Tianjin, atravesando las provincias de Hebeng, Shandong, Jiangsu y Zhejiang. 
La construcción comenzó durante la dinastía Sui (581-618) y llegó a cubrir poco más de 1700 kilómetros. Su nombre original era Da Yunhe, y en su tiempo constituyó el canal de agua más largo del mundo hecho por el hombre. Su misión era satisfacer las necesidades de las ciudades importantes con el agua de los ríos Yangste y Hual; permaneció en activo hasta el siglo XIX y después sufrió una serie de modificaciones, que en muchos casos culminaron en desastrosas inundaciones, y varias secciones se deterioraron hasta quedar separadas del cuerpo principal del canal. 
Actualmente está dividido en siete subcanales, algunos de ellos muy contaminados, para el servicio exclusivo de aguas negras en desuso o con niveles insuficientes para la navegación. Pero los más grandes, como el canal Li y el Jiangnan, son utilizados actualmente para el transporte de carbón y otros materiales; se estima que anualmente por ellos se mueven 100 millones de toneladas de carga.

## Historia

### Primeros años
A finales del período de las Primaveras y Otoños (722-481 a. C.), Fuchai, el emperador del estado de Wu (actual ciudad de Suzhou), se aventuró al norte para conquistar el vecino estado de Qi. Ordenó que fuese construido un canal con fines comerciales, así como un medio para enviar amplios suministros al norte, en caso de que sus fuerzas debieran participar en los estados del norte de Song y Lu. Las obras comenzaron en 486 a. C., al sur de Yangzhou en Jiangsu, y en los siguientes tres años, el Han Gou había conectado el río Yangtze con el río Huai por medio de cursos de agua existentes, lagos y pantanos.
El Han Gou (邗沟) es actualmente conocido como la segunda sección más antigua del último Gran Canal, ya que el Hong Gou («canal de la cuña» o «lejano canal Flung») seguramente le precedió. Unió el río Amarillo, cerca de Kaifeng, con los ríos Sí y Bian y se convirtió en el modelo para la forma del Gran Canal en el norte. La fecha exacta de la construcción de Han Gou es incierta; es mencionado por primera vez por el diplomático Su Qin en el 330 a. C. cuando habla de las fronteras estatales. El historiador Sima Qian (145-90 a. C.) lo data mucho antes del siglo IV a. C., atribuyéndolo a la labor del mitológico Yu el Grande; los modernos eruditos consideran ahora que pertenecen al siglo VI a. C.

### El Gran Canal en la dinastía Sui

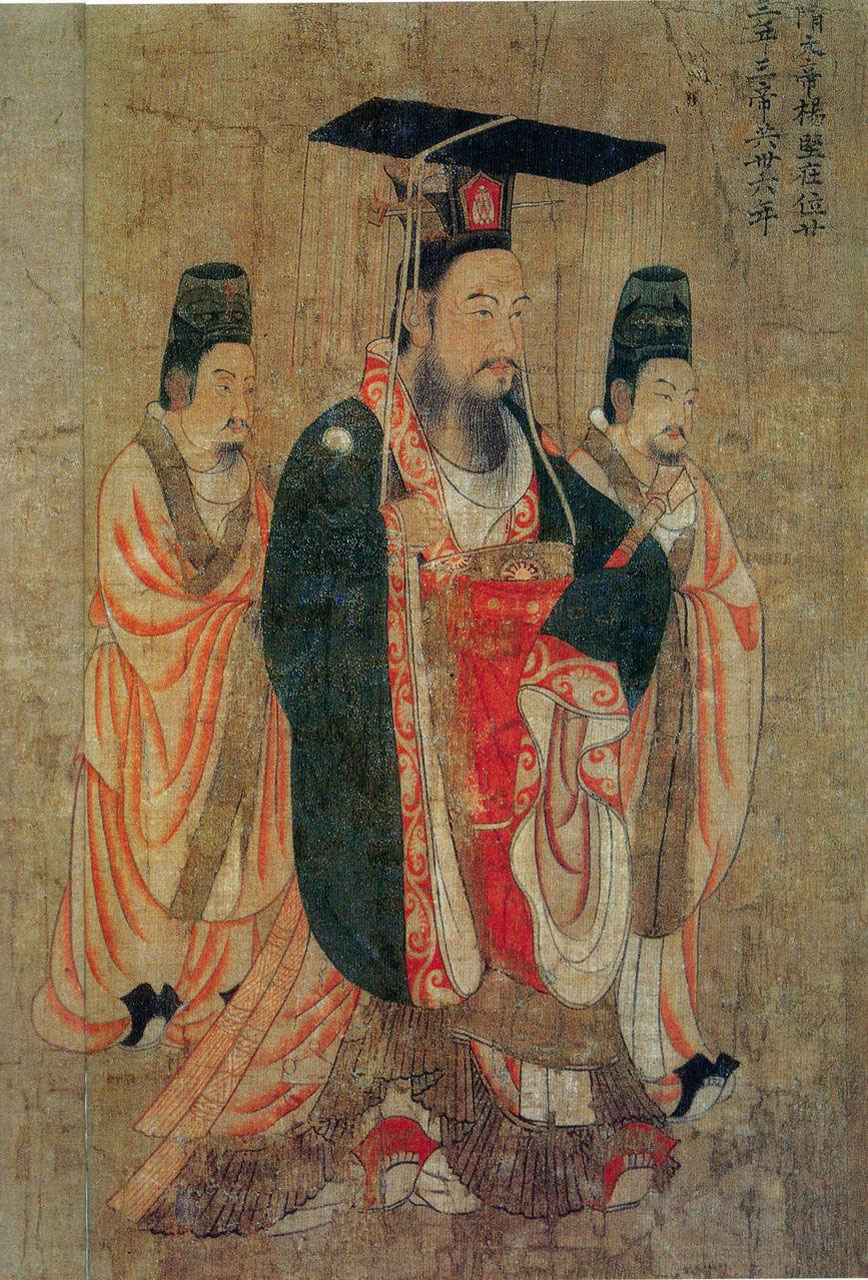
El emperador Wen de Sui, que lanzó el proyecto del Gran Canal, retratado por el artista Tang Yan Liben (600–673).

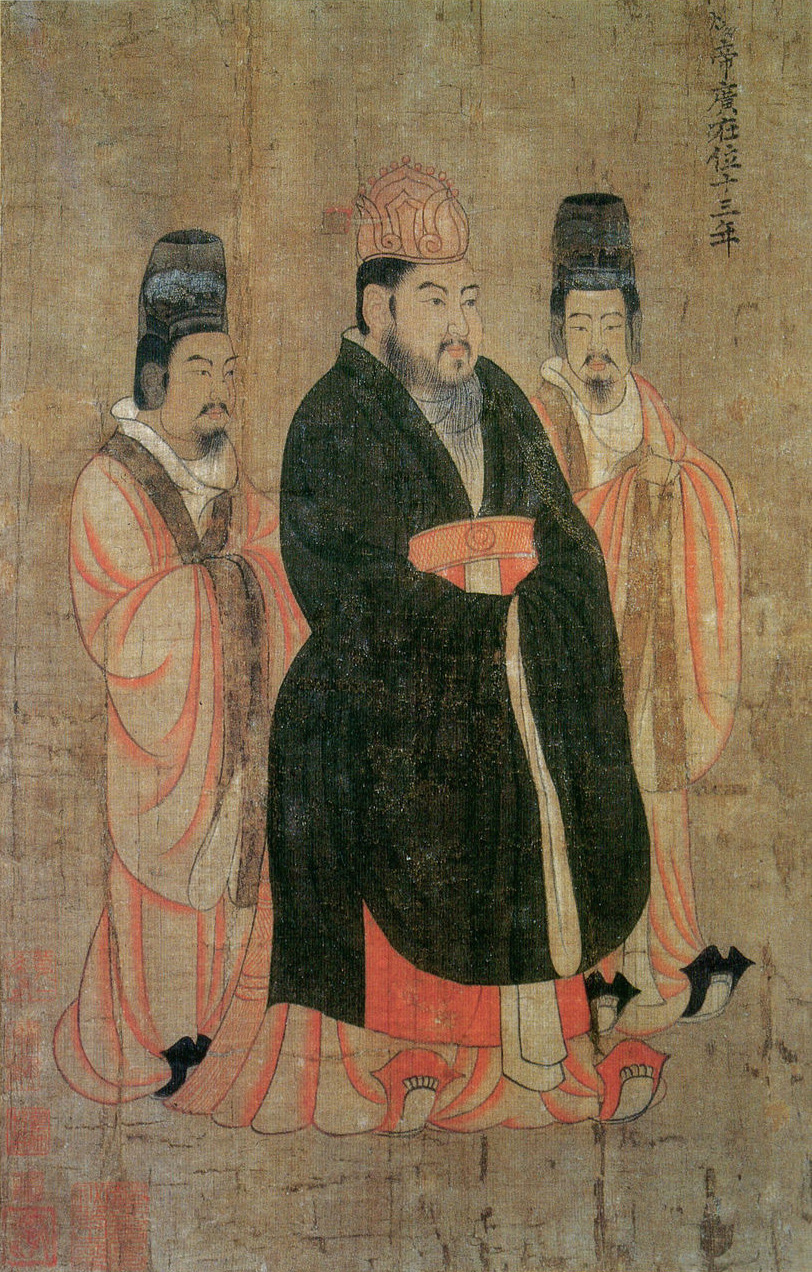
El emperador Yang de Sui, hijo del Emperador Wen, que completó el proyecto, retratado por el artista Tang Yan Liben (600–673).

El Gran Canal, como se ve ahora, fue en gran parte una creación de la dinastía Sui (581-618), como resultado de la migración de la región del núcleo económico y agrícola de China hacia el valle del río Amarillo y lo que ahora son las provincias de Jiangsu y Zhejiang. Su principal papel a lo largo de su historia fue el transporte de grano a la capital. Sin embargo, la institución del Gran Canal por los Sui también evitó la necesidad de que el ejército, mientras estaba en la frontera norte, tuviese que ser autosuficiente a cuenta de los agricultores, ya que los suministros de alimentos podrían ser entonces fácilmente enviados por el canal desde el sur al norte.
Hacia el año 600, se habían depositado grandes sedimentos de limo en el fondo del canal de Hong Gou, obstruyendo el tránsito de las barcazas fluvilaes cuyo calado era demasiado profundo para sus aguas. El ingeniero jefe de la dinastía Sui, Yuwen Kai, aconsejó el dragado de un nuevo canal que corriese paralelo al canal existente, divergiendo de éste en Chenliu (Yanzhou). El nuevo canal no pasaba por Xuzhou sino por Suzhou, para evitar la conexión con el río Si, y en su lugar hacer una conexión directa con el río Huai, al oeste de lago Hongze. Con la mano de obra registrada de cinco millones de hombres y mujeres bajo la supervisión de Ma Shumou, la principal sección primera del Gran Canal se concluyó en el año 605 —llamada el Bian Qu. El Gran Canal fue completado en su totalidad bajo el segundo emperador Sui, desde los 604 al 609, uniendo en primer lugar Luoyang hasta Yangzhou (y el valle del Yangtsé), luego expandiéndolo hasta Hangzhou (sur) y a Pekín (norte). Esto permitió que la zona sur proveyese de grano a la provincia norteña, en particular a las tropas estacionadas allí. Corriendo junta y paralela al canal estaba un camino imperial que soportaba los puestos postales apoyando un sistema de mensajería. El gobierno también plantó una enorme línea de árboles. La historia de la construcción del canal se transmitió en el libro Kaiheji («Acta de la apertura del Canal»).
El primer proyecto de construcción de diques en el 587 a lo largo del río Amarillo —supervisado por el ingeniero Liang Rui— estableció esclusas de bloqueo en el canal para regular los niveles de agua. Se instalaron varaderos dobles también para embarcaciones de distancia cuando la diferencia en los niveles de agua era demasiado grande para que las esclusa de vertido funcionasen.
Entre 604 a 609, el emperador Yang Guang (o Sui Yangdi) de la dinastía Sui ordenó la excavación de una serie de canales en forma de «Y», a partir de Hangzhou, en el sur, hasta Termini, en (el actual) Pekín y en la región de la capital a lo largo del valle del río Amarillo. Cuando se terminó el canal conectó los sistemas fluviales del río Qiantang, el río Yangtze, el río Huai, el río Amarillo, el río Wei y el río Hai. Su sección sur, corriendo entre Hangzhou y el río Yangtze, fue nombrada río Jiangnan (el río «al sur del Yangtsé»). Los tramos centrales del canal se extendían desde Yangzhou a Luoyang; el tramo comprendido entre el Yangtsé y el Huai continuaba hasta el río Shanyang; y la siguiente sección conectaba el Huai hasta el río Amarillo y fue llamada el canal Tongji. La parte norte, que une Pekín y Luoyang, fue llamada el canal Yongji. Esta parte de la canal fue utilizada para transportar tropas a la región fronteriza, lo que hoy es Corea del Norte, durante las guerras Goguryeo-Sui (598-614). Después de que el canal fuese terminado en el año 609, el emperador Yang encabezó una flotilla naval de barcos de 105 km de largo, desde el norte descendió a su capital meridional en Yangzhou.
El Gran Canal en ese momento no era un canal continuo hecho por el hombre, sino más bien una colección de cortes artificiales, a menudo no contiguos, y la canalización de varios tramos de ríos naturales.

### Gran Canal desde Tang a Yuan
Aunque la capital de la dinastía Tang (618-907) en Chang'an fue la más próspera metrópolis de China en su día, fue la ciudad de Yangzhou, en las proximidades de la Gran Canal, la que fue el centro económico de la era Tang. Además de ser la sede del gobierno del monopolio de la sal y el mayor centro industrial de producción premoderno del imperio, Yangzhou estaba también en el punto geográfico medio a lo largo del eje comercial sur-norte, y así se convirtió en el principal centro para las mercancías enviadas al norte desde el sur. Uno de los mayores beneficios del sistema de canales en la dinastía Tang —y posteriores dinastías— fue que redujo el costo del envío de grano que había sido recogido en el delta del río Yangtze al norte de China.  Algunas adiciones menores al canal se realizaron después del período Sui para reducir el tiempo de viaje, pero en general no existen diferencias fundamentales entre el Gran Canal de los Sui y el Gran Canal de los Tang.
En el año 735, se registró que alrededor 149.685.400 kilogramos (165.000 toneladas cortas) de grano fueron enviados anualmente a lo largo del canal. El gobierno Tang supervisó la eficiencia de las compuertas del canal y construyó graneros a lo largo de la ruta para el caso de que una inundación u otro desastre impidiese la ruta del embarque. A fin de garantizar los envíos de grano, el comisario de transporte Liu Yan (en activo de 763 a 779) tenía barcazas fluviales especiales diseñadas y construidas para adaptarse a las profundidades de cada sección por todo el canal.
Después de la rebelión de An Shi (755-763), la economía del norte de China fue destruida y nunca se recuperó debido a las guerras y las inundaciones constantes del río Amarillo. Así sucedió en el año 858, cuando una enorme inundación a lo largo del Gran Canal anego miles de acres de tierras de cultivo inundadas y mató a decenas de miles de personas en la Gran Llanura China. Un hecho tan lamentable podría reducir la legitimidad de la dinastía gobernante, haciendo que las personas percibiesen que había perdido el Mandato del Cielo; esta fue una buena razón para que las autoridades dinásticas mantuviesen un eficiente sistema de canales.

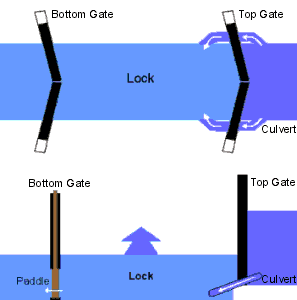
La invención de las compuertas de cámara en el se hizo en respuesta a la necesidad de una mayor seguridad para los viajes de las barcazas a lo largo de las aguas más ásperas del Gran Canal.

La ciudad de Kaifeng creció hasta convertirse en un importante centro de distribución y más tarde convertirse en la capital de la dinastía Song (960-1279). Aunque los puertos marítimos internacionales —los más grandes de las dinastía Tang y Song fueron Guangzhou y Quanzhou, respectivamente— y el comercio marítimo exterior trajeron comerciantes de gran fortuna, fue el Gran Canal interior de China el que impulsó la mayor cantidad de actividad económica y el beneficio comercial. Durante los Song y los períodos anteriores, las barcazas de vez en cuando se estrellaban y naufragaban a lo largo de la sección Yundao Shanyang del Gran Canal al pasar las compuertas de cámara, y muy a menudo les robaban el impuesto del grano por bandidos locales. Esto llevó a Qiao Weiyo, un Comisionado Auxiliar de Transporte de Huainan, a inventar un sistema de doble compuerta -conocido como compuerta de cámara— en el año 984. Esto permitió a los buques esperar en un espacio cerrado, mientras el agua podía ser drenada a los niveles adecuados; los chinos también construyeron hangares techados para dar mayor protección a los barcos.
Gran parte del Gran Canal al sur del río Amarillo se arruinó durante varios años después de 1128, cuando Du Chong decidió romper los diques y represas que contenían las aguas del río Amarillo con el fin de diezmar a los invasores Jurchen. La dinastía jurchen Jin luchó continuamente con los Song en la región entre el río Huai y el río Amarillo; esta guerra llevó a la dilapidación del canal hasta que los mongoles invadieron en el siglo XIII y comenzaron las reparaciones necesarias.
Durante la dinastía mongola Yuan (1271-1368) la capital de China se trasladó a Pekín, lo que eliminó la necesidad de que el brazo del canal fluyese hacia el oeste hasta Kaifeng o Luoyang.  Un tramo elevado se excavó en las estribaciones del macizo de Shandong durante el 1280, acortando la longitud total hasta 700 km (haciendo la longitud total de 1800 km) y conectando Hangzhou y Pekín por vía directa norte-sur, por primera vez. Como en las eras Song y Jin, el canal cayó en desuso y se deterioró durante el declive de la dinastía Yuan.

### Restauración de la dinastía Ming

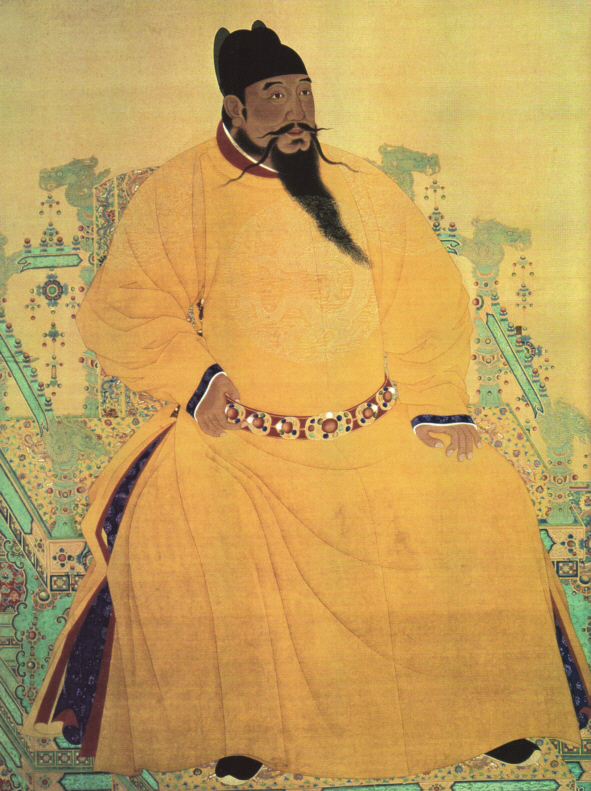
El emperador Yongle (r. 1402–24) restauró el Gran Canal en la era Ming.

El Gran Canal fue renovado casi en su totalidad entre 1411 y 1415 durante la dinastía Ming (1368-1644). Un magistrado de Jining, Shandong envió un memorial al trono del emperador Yongle en protesta por la ineficiente actuales medios de transporte de 4.000.000 dan (428 millones de litros) de grano al año por medio de transferencia a lo largo de varios ríos y canales en diferentes tipos de barcos que pasaron de profundas y someras después del río Huai, y luego transferido de vuelta en barcazas de profundidad una vez que el cargamento de grano alcanzó el río Amarillo. Ingenieros chinos construyeron un dique para desviar el río Wen al suroeste con el fin de alimentar a 60% de su agua al norte en el Gran Canal, y el resto hacia el sur. Cavaron cuatro grandes embalses en Shandong para regular los niveles de agua, lo que les permitió evitar el bombeo de agua de fuentes locales y las capas freáticas.[27] Entre 1411 y 1415 un total de 165.000 trabajadores de dragado del lecho del canal en Shandong y construyeron nuevos canales, diques y esclusas del canal.
El emperador Yongle trasladó la capital Ming de Nankín a Pekín en 1403. Este movimiento Nanjing privados de su condición de principal centro político de China. La reapertura del Gran Canal también se benefició de Suzhou en Nanjing ya que el primero estaba en una mejor posición en la arteria principal del Gran Canal, y así se hizo mayor centro económico de Ming de China.[28] La única solución viable otro contendiente con Suzhou en el Jiangnan región de Hangzhou, pero se encuentra a 200 kilómetros (124 millas) más abajo en el Gran Canal y lejos del delta del principal.[29] Incluso los náufragos de Corea Choe Bu (1454-1504), durante el viaje de cinco meses a través de China en 1488-Hangzhou reconoció que no sirvió como un competidor sino como un alimentador económica en el mayor mercado de Suzhou.[29] Por lo tanto, el Gran Canal sirvió para definir el destino económico de algunas ciudades a lo largo de su ruta, y sirvió de sustento económico del comercio indígena dentro de China.
El erudito Gu Yanwu de los primeros dinastía Qing (1644-1912) estimó que el anterior dinastía Ming tuvo que emplear a tiempo completo 47.004 trabajadores contratados por la lijia corvée sistema a fin de mantener el sistema de canales enteras.[30] Se sabe que 121.500 soldados y oficiales se requieren tan sólo para operar en el gobierno de granos 11.775 barcazas en la 15 ª mitad del siglo.
Además de su función como ruta de envío de granos y vena principal del río a cargo del comercio indígenas en China, el Gran Canal desde hace mucho tiempo un gobierno que funciona de mensajería ruta también. En la dinastía Ming, mensajería estaciones oficiales se colocaron a intervalos de 35 a 45 km. Cada estación de servicio de mensajería se le asignó un nombre diferente, todo lo cual se popularizó en las canciones de los viajes de la época.

### Dinastía Jiangsu y el siglo XX en China
Los manchúes invadieron China en la mitad del siglo XVII, seguidos a través de los pasos septentrionales por el general chino Wu Sangui una vez que la capital Ming en Pekín hubiese caído en manos de un ejército rebelde. Los manchúes establecieron la dinastía Qing (1644-1912), y bajo su dirección el Gran Canal fue supervisado y mantenido al igual que en épocas anteriores.
En 1855, el río Amarillo inundó y cambió su curso, cortando el curso del canal en Shandong. Esto fue previsto por un funcionario chino en 1447, quien señaló que la propensión a las inundaciones del río Amarillo hacía del Gran Canal una garganta que podía ser fácilmente estrangulada (lo que llevó a algunos funcionarios a solicitar reiniciar los envíos de grano a través del mar de China Oriental).
En la noche del 25 de agosto de 1931, el agua del Gran Canal arrastró diques cerca del lago Gaoyou. Se ahogaron unas 200 000 personas (que estaban durmiendo).
A causa de diversos factores —la dificultad de cruzar el río Amarillo, el desarrollo creciente de una ruta marítima alternativa para los buques de grano, y la apertura del ferrocarril Tianjin-Pukou y el ferrocarril Pekín-Hankou— el canal languideció durante décadas, quedando las partes septentrionales y meridionales separadas. Muchas de las secciones del canal quedaron en mal estado, y algunas partes fueron devueltos a los campos planos. Incluso hoy en día, el Gran Canal no se ha recuperado de este desastre. Después de la fundación de la República Popular de China en 1949, la necesidad del desarrollo económico llevó a las autoridades a ordenar trabajos de reconstrucción pesados.
La importancia económica del canal probablemente aumentará debido a que los gobiernos de las provincias de Shandong, Jiangsu y Zhejiang planean el dragado que debería aumentar la capacidad de transporte en un 40 por ciento para 2012.

### Secciones históricas
Además de su curso actual, los catorce siglos de la construcción del canal han dejado el Gran Canal con una serie de secciones históricas. Algunas de ellas han desaparecido, otras aún están parcialmente existentes, y otras forman la base del canal moderno. Los siguientes son los tramos más importantes, pero no forman una lista exhaustiva.

#### Canal Jia
En 12 a. C., para resolver el problema que tenía el Gran Canal al tener que utilizar 160 kilómetros del peligroso curso del río Amarillo en el norte de Jiangsu, un hombre llamado Li Hualong abrió el canal de Jia. Llamado así por el río Jia cuyo curso sigue, discurre unos 140 km desde Xiazhen (moderna Weishan), en la costa del lago Weishan, en Shandong, hasta Suqian, en Jiangsu. La construcción del canal de Jia dejó sólo 97 km de navegación fluvial en el río Amarillo en el curso del Gran Canal, desde Suqian hasta Huai'an, que en 1688 fue eliminado por la construcción del canal del Medio por Jin Fu.

#### Nuevo canal Nanyang
En 1566, para escapar de los problemas causados por las inundaciones del río Amarillo en torno a Yutai (ahora en la orilla occidental del lago Weishan), fue abierto el nuevo canal Nanyang. Funcionó durante 76 km, desde Nanyang (ahora Ciudad Nanyang, en el centro del lago Weishan) al pequeño asentamiento de Liucheng (en las proximidades de la moderna Aldea Gaolou, en el condado Weishan, Shandong) al norte de la ciudad de Xuzhou. Este cambio trasladó en efecto el Gran Canal desde las zonas bajas e inundables al oeste del lago Weishan, hasta las tierras ligeramente más elevadas del este. Se alimenta de los ríos que fluyen en dirección este-oeste desde la frontera del macizo de Shandong.

#### Canal Huitong
Al norte del tramo cumbre del canal Jizhou, el canal de Huitong corrió colinas abajo, alimentado principalmente por el río Wen, para unirse al río Wei en la ciudad de Linqing. En 1289, un estudio geológico precedió al año de construcción. El canal de Huitong, construido por un ingeniero llamado Ma Zhizhen, corrió a través de un terreno fuertemente inclinado y con una alta concentración de bloqueos, se lo dio el apodo chahe o zhahe, es decir, «el río de las compuertas». Su gran número de fuentes de alimentación (entre dos y cuatrocientas, dependiendo del método de conteo y de la estación del año) también llevó a que fuese llamado el quanhe o «río de manantiales».

#### Canal Yilou
El canal Shanyang desembocaba originalmente en el Yangtze a una corta distancia al sur de  Yangzhou. Cuando la orilla norte del Yangtse paulatinamente quedó colmatada, creándose la isla arenosa de Guazhou, se hizo necesario que los barcos cruzasen desde y hacia el canal Jiangnan para navegar a lo largo del borde oriental de la isla. Después de un cruce particularmente escabroso del Yangtse desde Zhenjiang, el prefecto local se dio cuenta de que un canal cavado directamente a través de Guazhou reduciría la duración del viaje y haría el cruce más seguro. El canal Yilou fue inaugurado en el año 738 y todavía existe, aunque no como parte de la moderna ruta del Gran Canal.

### Inglés
- Benn, Charles. (2002). China's Golden Age: Everyday Life in the Tang Dynasty. Oxford University Press. ISBN 0-19-517665-0.
- Bowman, John S. (2000). Columbia Chronologies of Asian History and Culture. Nueva York: Columbia University Press.
- Brook, Timothy. (1998). The Confusions of Pleasure: Commerce and Culture in Ming China. Berkeley: University of California Press. ISBN 0-520-22154-0
- Ebrey, Patricia Buckley (1999). The Cambridge Illustrated History of China. Cambridge: Cambridge University Press. ISBN 0-521-66991-X (paperback).
- Fairbank, John King and Merle Goldman (1992). China: A New History; Second Enlarged Edition (2006). Cambridge: MA; London: The Belknap Press of Harvard University Press. ISBN 0-674-01828-1
- Needham, Joseph. (1986). Science and Civilization in China: Volume 4, Physics and Physical Technology, Part 3, Civil Engineering and Nautics. Taipéi: Caves Books, Ltd. ISBN 0-521-07060-0

### Chino
- 京杭运河史, 姚汉源, 中国水利水电出版社, 北京 1998年; A History of the Grand Canal, Yao Hanyuan, Waterpub, Pekín 1998
- 中国运河, 竞放、杜家驹 主编, 金陵书社 1997年； China's Canal, Jing Fang and Du Jiaju eds, Jinling Book Society, 1997.